# Городничев, Николай Павлович
Николай Павлович Городничев (1915—1943) — Гвардии майор Рабоче-крестьянской Красной Армии, участник Великой Отечественной войны, Герой Советского Союза.

## Биография
Родился 28 августа 1915 года в Омске в семье служащего.
Получил среднее образование, учился в Астраханском автодорожном техникуме. Работал электросварщиком.
В 1934 году призван на службу в Рабоче-крестьянскую Красную Армию. В 1937 году окончил Сталинградскую военную авиационную школу лётчиков.
С начала Великой Отечественной войны — на её фронтах. Принимал участие в боях на Западном и Калининском фронтах, неоднократно водил в бой группы самолётов, не имея при этом потерь в личном составе.
К декабрю 1941 года гвардии майор Николай Городничев был заместителем командира эскадрильи 5-го гвардейского истребительного авиационного полка Калининского фронта. К тому времени он совершил 180 боевых вылетов. В ходе 46 штурмовок Городничевым было уничтожено 12 самолётов, 25 автомашин с грузами, 10 цистерн с горючим, 20 огневых точек. Принял участие в 27 воздушных боях, сбив 7 вражеских самолётов лично и 2 в группе.
Указом Президиума Верховного Совета СССР «О присвоении звания Героя Советского Союза начальствующему и рядовому составу Красной Армии» от 5 мая 1942 года за «образцовое выполнение боевых заданий командования на фронте борьбы с немецкими захватчиками и проявленные при этом отвагу и геройство» удостоен высокого звания Героя Советского Союза с вручением ордена Ленина и медали «Золотая Звезда» за номером 615.
С 1942 года Городничев учился в Военно-воздушной академии.
Трагически погиб под Соль-Илецком во время перелёта 1 марта 1943 года, в котором летел пассажиром. Похоронен в Соль-Илецке.
Был награждён двумя орденами Ленина (3.11.1941, 5.05.1942), орденом Красной Звезды (3.11.1941).

## Галерея

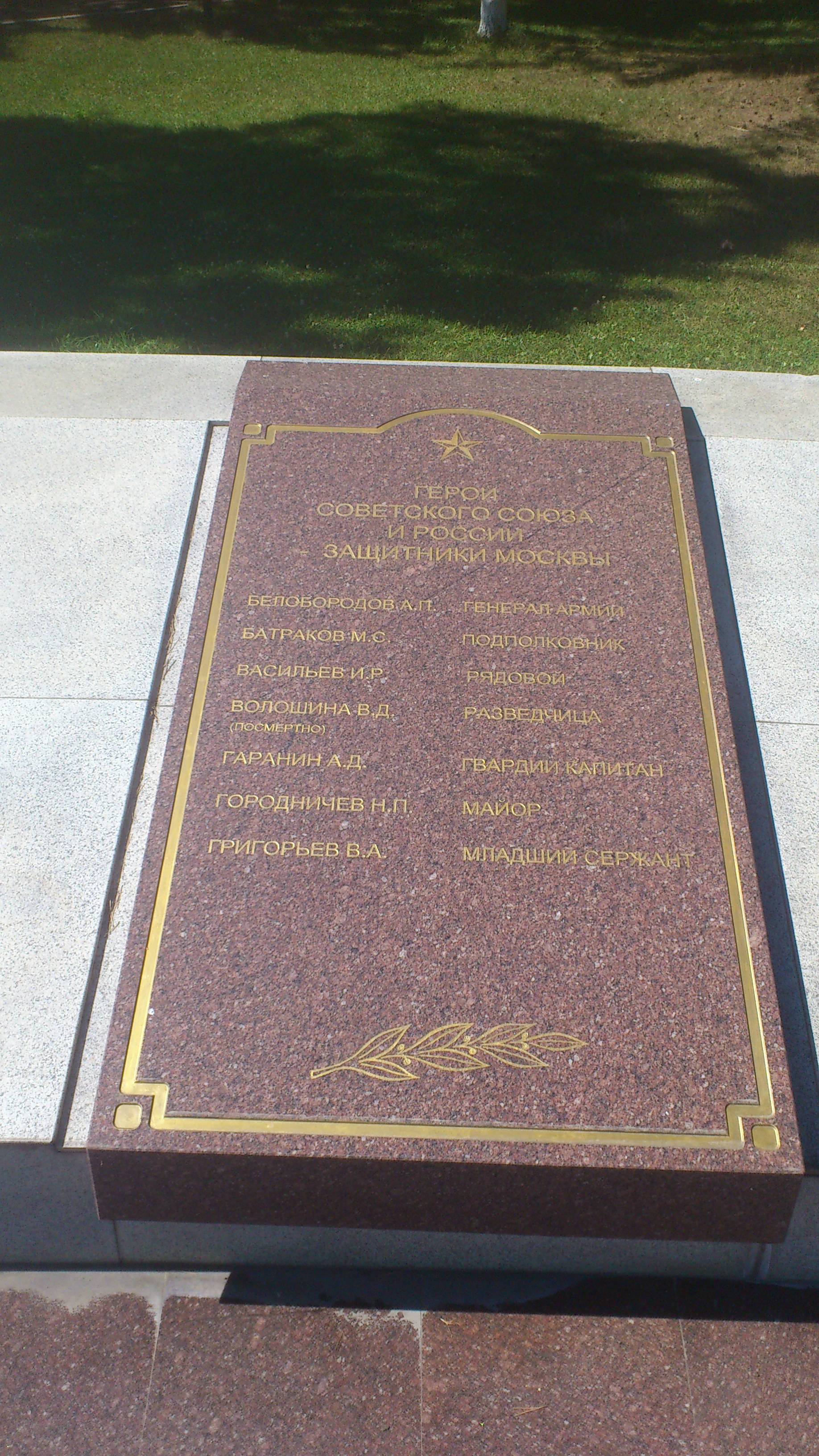
Имя Н. П. Городничева высечено на плите мемориального комплекса «Воинам-сибирякам».
Мемориальный комплекс «Воинам-сибирякам», Ленино-Снегирёвский военно-исторический музей.
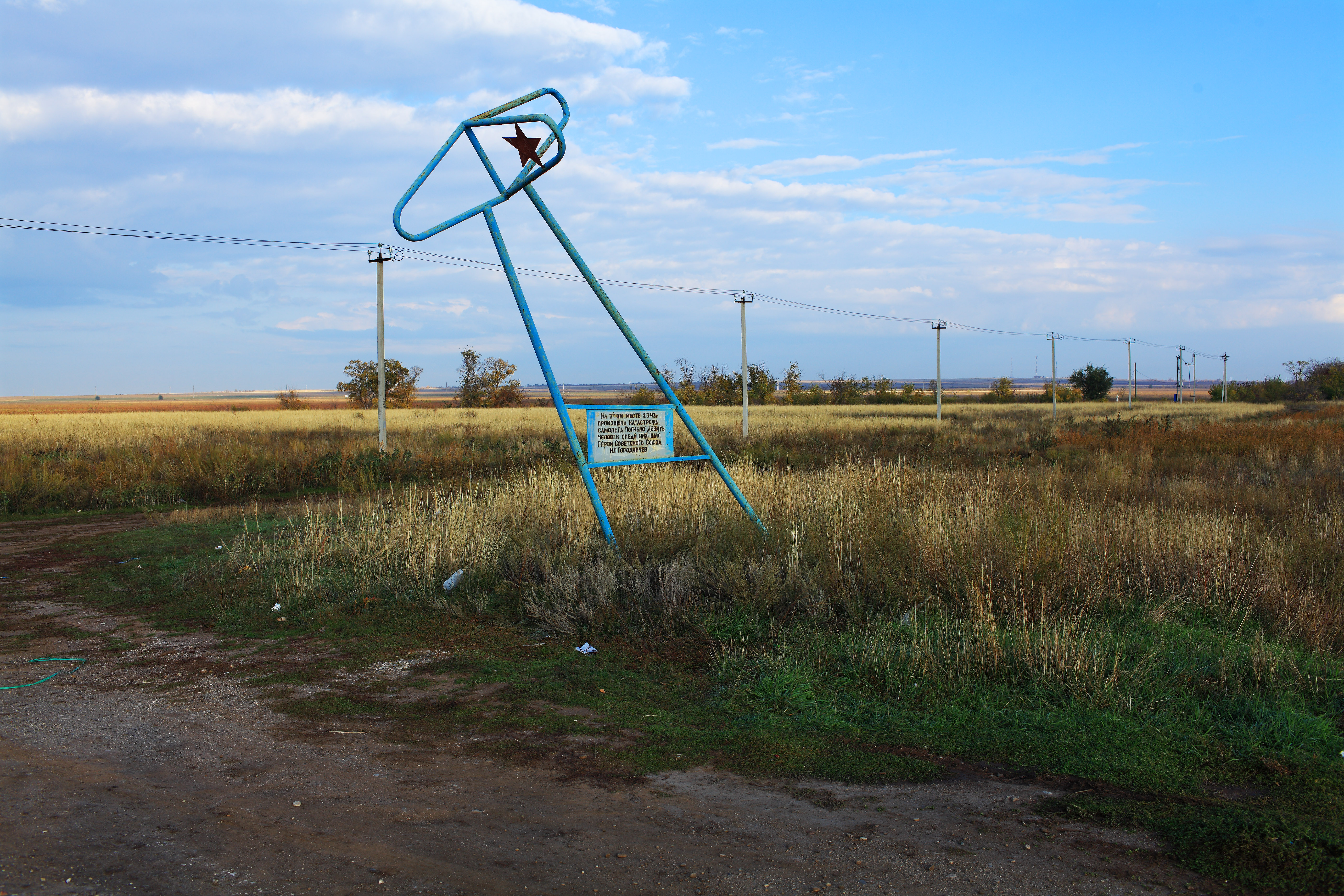
Памятный знак на месте гибели Городничева Н. П.